# جرذ كنغري صغير العيون
جرذ كنغري صغير العيون (الاسم العلمي: Dipodomys microps) (بالإنجليزية: Chisel-toothed Kangaroo Rat)‏ هو نوع من الحيوانات يتبع جنس الجرذ الكنغري من فصيلة الفئران المتغايرة.